# Guerre d'Algérie dans la bande dessinée
 (mai 2022).
La guerre d'indépendance de l'Algérie forme la trame historique de plusieurs bandes dessinées francophones. Apparu tardivement, ce thème est assez peu traité par ce média au regard des nombreux albums consacrés à la Seconde Guerre mondiale. Décrit comme « clivant », il représente un « sujet tabou, [ou] à tout le moins risqué ». L'évolution du nombre et les sujets des publications dessinées sur la guerre d'Algérie depuis 1962 traduisent différents moments de la conscience et la représentation du conflit dans la société française.
L'insurrection en Algérie commence le 1er novembre 1954 ; le 1er juillet 1962, un référendum aboutit à l'indépendance de l'Algérie. En 1999, l'État français admet que les « opérations de maintien de l'ordre » étaient en réalité une guerre,.

## Histoire
En 2013, moins de 20 albums de bandes dessinées abordent en France la guerre d’Algérie et une dizaine seulement sont consacrés à l’année 1962. Cinq sont publiés entre la fin de la guerre d’Algérie et 2002. 

### 1980
En 1982 paraît la première narration longue sur ce thème: Une éducation algérienne, de Guy Vidal et Alain Bignon.
L'histoire de la présence française en Algérie est abordée à partir de 1986 par Jacques Ferrandez dans la bande dessinée historique Carnets d'Orient ( 10 volumes) qui s'étalent jusqu'en 2009 ainsi que dans plusieurs albums dérivés. C'est à partir du sixième album, La guerre fantôme, publié en 2002, qu'il aborde le thème de la guerre d'Algérie. Ferrandez exerce également son art sur d'autres œuvres liées à l'Algérie, comme des adaptations de livres d'Albert Camus ainsi que, en 2012, du roman Alger la Noire écrit par Maurice Attia. 
En 1990, paraît Le Chemin de l’Amérique de Baru et Jean-Marc Thévenet, qui évoque la trajectoire d’un boxeur algérien venu en France pendant la guerre et disparu en 1962 lors des violences policières de l’affaire de la station métro Charonne. Ces deux albums de bande dessinée se font donc l’écho des silences du pouvoir politique français, pour qui, la guerre d’Algérie est depuis 1962 qualifiée “d’évènements d’Algérie” et non de guerre.
C’est avec la reconnaissance de l’état de guerre en Algérie par les autorités françaises que se développe la bande dessinée sur la guerre d’Algérie. En effet, la loi du 18 octobre 1999, qui change la dénomination des “opérations effectuées en Afrique du Nord " en “ guerre d'Algérie ", marque la reconnaissance officielle de la guerre par l’Etat français. La discussion des députés avant le vote de la loi précise que cette expression de "guerre" “correspond à la période historique vécu par nos concitoyens”. Depuis le début du XXIe siècle, l'Etat français a également reconnu en partie les violences qui ont été commises entre 1954 et 1962 des deux côtés de la Méditerranée. 

### 1999
À partir de 1999, l'augmentation du nombre des bandes dessinées consacrées à la guerre d'Algérie traduit l'intérêt des auteurs de bande dessinée pour les travaux des historiens, aidé par la publication accessible au grand public des travaux d'historiens français comme Benjamin Stora puis de Sylvie Thénaultou Raphaëlle Branche. Grâce à des archives devenues accessibles aux chercheurs, les auteurs français de bandes dessinées vont pouvoir s'inspirer des travaux des chercheurs et des historiens pour créer des récits basés sur des faits réels. 
Lorsque Frank Giroud et Christian Lax entreprennent le diptyque anti-militariste Azrayen' (1998-1999 et grand prix de la critique). Azrayen propose au lecteur, dans un récit fictionnel documenté, le cheminement d'une unité de soldats français en Kabylie en 1957. Les horreurs du conflit sont montrées, toutefois, la contextualisation sur le FLN, l'ALN et les harkis n'est réalisée que dans la préface de l'ouvrage rédigée par l'historien Benjamin Stora. Ils constatent le silence des artistes sur le sujet, qui contraste avec l'attitude plus extravertie des Nord-Américains envers la guerre du Viêt Nam. Leur ouvrage est devenu un classique sur la représentation de la guerre d'indépendance de l'Algérie dans la bande dessinée francophone,, faisant l'objet d'études à l'École normale supérieure de Lyon en 2012 (La Clé des langues : arabe) et d'un livre pédagogique, en 2003, dans la collection La BD de case en classe.
La trilogie Petit Polio (1998-2002) de Farid Boudjellal, éditée aux éditions Soleil, évoque, dans les premiers tomes, l'enfance toulonnaise du petit Mahmoud, immigré algérien, dans les années 1950 et 1960. Les deux premiers tomes sont édités en recueil aux éditions Futuropolis, sous le titre Petit Polio : entre chichi-fregi et Méditerranée, sur fond d'Algérie en guerre, Mahmoud n'a rien oublié.
Les formes choisies par les auteurs notamment la forme du roman graphique montrent le travail documentaire réalisé par les auteurs qui les rapprochent du journalisme et la recherche d’une vérité historique porteuse des mémoires.  Des historiens comme Benjamin Stora sont impliqués dans des projets d’écriture de bande dessinée ou consacrent, comme l’historienne Raphaëlle Branche, des articles critiques sur les parutions nouvelles de bande dessinées portant sur leurs sujets d’étude. 
L’État français amorce une politique de reconnaissance mémorielle : en 2002, intervient la création du Mémorial national de la guerre d'Algérie et des combats du Maroc et de la Tunisie destiné aux 23 000 soldats français et aux harkis morts pour la France ainsi que les victimes civiles. En 2012, François Hollande reconnaît la responsabilité de l’État dans les violences policières de la manifestation du 17 octobre 1961 et peu après celle de l’abandon des harkis par la France. 
En 2003, Anne Sibran et Didier Tronchet s'associent pour Là-bas. Suit, en 2009-2010, le diptyque Tahya El-Djazaïr, de Laurent Galandon et Alexandre Daniel (dit « A. Dan ») et, en 2012, Charonne - Bou Kadir de Jeanne Puchol.

### 2010
Didier Daeninckx explique qu’Octobre noir est la commande d’un éditeur qui « voulait avant tout que cet album éclaire les générations actuelles sur ce fait historique». Cette bande dessinée de 2011 est conçue comme un hommage à Fatima Bédar, tuée pendant la manifestation, dont le nom a été mentionné la première fois en 1986, mais aussi à tous les anonymes qui ont participé à cette tragédie. A la fin de la bande dessinée apparaît une liste des personnes tuées et disparues sur la période septembre - novembre 1961.
L’ouvrage Dans l’ombre de Charonne, de  Désirée et Alain Frappier, publié en 2012, comporte une préface de l’historien Benjamin Stora.
Des acteurs majeurs du conflit jusque-là peu mentionnés dans la bande dessinée notamment les harkis" ou encore des membres de l'OAS trouvent leur place dans la bande dessinée. Daniel Blancou publie ainsi en en 2012 Retour à Saint-Laurent-des-Arabes, une œuvre rattachée au nouveau courant de la bande dessinée dite de "reportage", qui évoque le sort des harkis du camp de la commune de Saint-Laurent-des-Arbres dans le Tarn. L'historienne Raphaelle Branche témoigne de cette évolution récente des mémoires de la guerre d’Algérie en France. En effet, d'après elle, ces dernières années la parole s’est libérée et les autobiographies d'ancien soldats se sont multipliées, cela est dû à la reconnaissance officielle de cette guerre. Les éditeurs ont notamment publié plusieurs dizaines de récits racontant la guerre d’hommes ordinaires et de personnages historiques. 
En 2013 paraît Les Pieds-noirs à la mer, de Fred Neidhardt, et, aux éditions Casterman Je vous ai compris de Georges Fleury et Frank Chiche, d'après le film graphique au même titre, qui se déroule en Algérie en avril 1961. Cette même année, Mark McKinney (enseignant-chercheur à l'université de Miami) publie une étude : The Colonial Heritage of French Comics dans Contemporary French and Francophone Cultures. 
C'est en 2015 que Jennifer Howell publie une étude universitaire amibitieuse : The Algerian War in French-Language Comics. Postcolonial Memory, History, and Subjectivity,. La même année est publié L'Algérie c'est beau comme l'Amérique, d'Olivia Burton et Mahi Grand. 
En 2016 paraissent plusieurs ouvrages consacrés au sujet : Un maillot pour l'Algérie, de Kris, Bertrand Galic et Javi Rey, qui porte sur l'histoire de l'équipe du Front de libération nationale algérien de football ; Soleil brûlant en Algérie, de Gaétan Nocq ; Salam toubib, chronique d'un médecin appelé en Algérie 1959-1961, de Claire Dallanges (scénario) et Marc Védrines (dessin) et surtout un ouvrage didactique, Histoire dessinée de la guerre d'Algérie, bande dessinée documentaire de Benjamin Stora et Sébastien Vassant.
En 2018, Algériennes 1954-1962 traite spécifiquement des femmes dans la guerre d'Algérie sous l'angle d'une fiction écrite par Swann Meralli et dessinée par Zac Deloupy.
En 2019, Philippe Richelle lance le tome 1 d'Algérie, une guerre française ; le deuxième est publié en 2020.
En 2019, le président Emmanuel Macron reconnaît la responsabilité de l’armée et de l’État dans la mort du militant français communiste pour l’indépendance de l’Algérie, le mathématicien Maurice Audin. La première bande dessinée consacrée à ce militant anticolonialiste est une bande dessinée algérienne de Mohammed Boudjella publiée en 2021.

### 2020
En 2022, Nicolas Juncker (texte) et François Boucq (dessins) traitent, dans Un général, des généraux, des événements de mai 1958 à Alger, en Corse et à Paris.
La bande dessinée pour enfant marque une nouvelle étape dans le rapport plus apaisé de la société française au conflit. La Guerre d’Algérie, chronologie et récit, de Jean-Michel Billioud, est publié en 2022.